# Kings of Leon
Kings of Leon er et amerikansk rockband, som har hjemme i Nashville. De spiller en energisk blanding af blues-, country- og garagerock.
Bandet består af de tre brødre Caleb Followill (forsanger/rytmeguitar), Nathan Followill (trommer), Jared Followill (bas/baggrundsvokal/synthesizer) – og deres fætter Matthew Followill (guitar/baggrundsvokal). De har ind til videre udgivet fem albums, hvoraf det fjerde har haft stor succes i Danmark. Deres bandnavn kommer fra Nathan, Caleb og Jareds far og farfar, der begge hed Leon.

## Historie

### Holy Roller NovocaineogYoung Manhood: 2000-2003
Kings of Leons første udgivelse, The Holy Roller Novocaine EP kom ud i 2003. Fire af de fem sange blev senere udgivet på på albummet Youth and Young Manhood, hvor sangene "California Waiting" og "Wasted Time" blev lavet om. EPen indeholdt også en B-side kaldet "Wicker Chair". Alle sangene var skrevet med hjælp fra Angelo Petraglia. 
Deres debutalbum, Youth and Young Manhood, blev en succes, specielt udenfor USA, hvor Kings of Leon blev kaldt en af de drivende kræfter bag den såkaldte "New Rock Revolution", af den Europæiske presse. Deres succes blev større da de blev valgt at turnere sammen med populære rockbands som The Strokes og U2. 
Ifølge Jared blev titlen på albummet taget fra deres fars bibel. Alle sangene blev igen skrevet med hjælp fra Petraglia, som bl.a. også var producer på albummet sammen med Ethan Johns. Sangene "Molly’s Chambers", "Red Morning Light" og "Holy Roller Novocaine" blev brugt i forskellige spil, film og TV reklamer. 

### Aha Shake Heartbreak: 2004-2005
Bandets andet album Aha Shake Heartbreak blev udgivet i England i oktober 2004, og i USA i februar 2005. Med deres fortsatte inspiration fra garagerock-genren, udvidede dette album bandets internationale såvel som hjemlige publikumsskare. Sangene "The Bucket", "Four Kicks" og "King of the Rodeo" blev alle udgivet som singler, hvoraf "The Bucket" røg ind på top 20-listen i England. 
I det meste af 2005 og 2006 turnerede Kings of Leon endnu engang med store navne som Pearl Jam og Bob Dylan. Ligesom de forrige album, blev dette også produceret af Angelo Petraglia og Ethan Johns, mens Jacquire King tog sig af indspilningen.

### Because of the Times: 2006-2007
I marts 2006 var Kings of Leon tilbage i studiet, hvor de arbejdede på deres tredje album. Trommeslager Nathan Followill udtalte følgende til NME: 
| Citat                                                        | Mand, vi sidder med en masse sange lige nu som vi ville ønske at hele verden kunne høre | Citat |
| Nathan Followill under indspilningen af Because of the Times |                                                                                         |       |

Bandets tredje album blev kaldt Because of the Times, og blev udgivet den 2. april 2007 i England, og dagen efter i USA. 
Det engelske magasin NME sagde at albummet "centementerede Kings of Leon som et af de fantastiske amerikanske bands fra vor tid", og Entertainment Weekly kaldte albummet "en episk wide-screen film af en CD" og bandets bedste til dato. En anden anmelder beskrev Because of the Times som, "et gennemført album af ufattelig skønhed og elskelige toner. Kings of Leon modnes på fantastisk vis med tålmodighed, uden at tvinge hverken musikken eller teksterne til at lyde unaturlige".
Albummet debuterede som # 1 i England og Irland, og kom ind på de amerikanske hitlister som nr. 25, med omkring 70.000 solgte kopier i den første uge. Singlen "On Call" blev et stort hit i England. 
Albummet viste en tydelig udvikling fra deres tidligere plader, da bandets kendetegn som beskidt, sydstats-rock var blevet byttet ud med en mere moden, poleret lyd. Andre singler fra albummet var "Fans" , "Knocked Up" og "Charmer".

### Only by the Night: 2008
Forsanger Caleb Followill bekræftede tidligt i 2008 til det engelske NME magasin, at bandet var i gang med at arbejde med sange til et fjerde album. I et interview sagde Jared Followill at albummet ville ”rock harder”, og at de var ”klar til at tackle deres sydstatsrødder... igen”. Indspilningerne begyndte i februar 2008, efter at bandet sluttede deres turne i 2007, og Angelo Petraglia producerede endnu engang albummet med hjælp fra Jacquire King, der også var ansvarlig for alle indspilningerne. 
Kings of Leon annoncerede at de ville turnere i Irland og England med deres nye materiale i december 2008. Dette er efter at de er hovednavne ved en masse forskellige festivaler rundt omkring i verden – en turne der bl.a. fik dem til at komme forbi Roskilde Festivallen, hvor de spillede en meget publikums – og anmelderrost koncert på Orange Scene. Kings of Leon spiller også en koncert i København til februar, der blev udsolgt på én dag. 

### Come around sundown: 2010
De udgav i 2010, deres femte album. Albummets mest kendte numre er numrene: Radioactive, Pyro, The Immortals og Back Down South. Albummet menes at vise den mere country-agtige side af bandet, og pladen fik nogle gode anmeldelser.

### Mechanical Bull: 2013
Bandets sjette album som blev udgivet i slutningen af 2013, og blev hurtigt en succes. Mange numre er blevet en succes, og flere bliver jævnligt sendt i radioen. De største numre er numre som: Supersoaker, Wait for me, Tonight, Temple og Beautiful War. Danske anmeldere er ikke ligeså begejstret som de amerikanske, og det danske musikblad "GAFFA" udtalte 3. januar 2014:
"Men så er det også ved at være det med de rigtigt stærke sange, for fra Templeog frem står den desværre på tilforladelig autopilot. Wait For Me er f.eks. en helt glat omgang rørstrømsk sødsuppe, og en ligegyldighed som Comeback Storybliver ikke ligefrem bedre af, at der læsses et halvt ton klæbrige strygere ud over den. Helt skidt bliver det på Family Tree med lummerbuks-bas og en forceret feel good gospel-vibe så lårtyk, at man nok kan finde mere troværdig soulmusik på gamle Hanne Boel-plader."
Men alt i alt er deres sjette album ifølge størstedelen af fans, og anmeldere: En stor succes!

## Baggrund, indflydelse og stil
Jared and Caleb er født i Tennessee, hvorimod Matthew og Nathan er født i Oklahoma. Matthew er de tre brødres fætter. Brødrene tilbragte meget af deres ungdom med at rejse rundt i det sydlige USA, hvor deres far, Leon, var en rejsende præst i "United Pentecostal Church", og deres mor som underviste dem når de ikke gik i almindelig skole. Bortset fra en femårig periode hvor de boede i Jackson, Tennessee, brugte familien Followill deres barndom på at køre rundt i det sydlige USA, hvor de camperede for en uge eller to ad gangen, hvor Leon skulle tale. 
De går alle sammen under deres mellemnavne i bandet; Anthony (Caleb) Followill, Michael (Jared) Followill, Ivan (Nathan) Followill og Cameron (Matthew) Followill. 
Efter adskillige jobs flyttede brødrene til Nashville i 1998, hvor de startede bandet med deres fætter Matthew i 2000. Bandet mener at deres musik er inspireret af deres religiøse barndom og Jack Daniel's. Brødrene Nathan og Caleb sang oprindeligt country, og begyndte senere at synge rock n' roll. 
Bandet blev introduceret til den Emmy-nominerede producer Angelo Petraglia, som tidligere har arbejdet med navne som Patty Griffin, Emmy Lou Harris, Trisha Yearwood, Martina McBride, Brooks and Dunn og Be Your Own Pet. 
Petraglia skulle vise sig at blive meget vigtig for bandet, da han skubbede dem i en mere rock-orienteret retning, og han hjalp også med at skrive mange af deres sange. Til sidst tog brødrene og Petraglia til New York, sammen med deres manager Ken Levitan, hvor de spillede for ni pladeselskaber på to dage, kun akkompagneret af Petraglia på guitar. Ud af de ni auditions, fik de fire tilbud, og endte med at skrive under med RCA records. De tog tilbage til Nashville, og begyndte at skrive sange til hvad der skulle blive til deres første album Youth and Young Manhood. 

## Diskografi
- Youth and Young Manhood (2003)
- Aha Shake Heartbreak (2004)
- Because of the Times (2007)
- Only by the Night (2008)
- Come Around Sundown (2010)
- Mechanical Bull (2013)
- WALLS (2016)
- When You See Yourself (2021)
- Can We Please Have Fun (2024)